# 로마노 프로디
로마노 프로디(이탈리아어: Romano Prodi, 문화어: 로마노 쁘로디, 1939년 8월 9일 ~ )는 이탈리아의 정치인이다. 1996년부터 1998년까지, 2006년부터 2008년까지 2차례에 걸쳐 총리를 지냈다.

## 생애

### 어린 시절
1939년 8월 9일 에밀리아로마냐주에 위치한 스칸디아노에서 태어났다. 1961년 밀라노에 위치한 사크로 쿠오레 가톨릭 대학교를 졸업한 후 런던 정치경제대학교로 건너가 경제학 박사학위를 받았다. 이후 이탈리아로 다시 돌아와 볼로냐 대학교에서 경제학 교수로 재직했다. 1974년 하버드 대학교에서 1년간 교환교수로 있었으며, 그 후에는 '일 뮬리노' 출판사 회장직을 맡았다. 젊은 시절부터 기독교민주당 당원이었으며, 1978년 줄리오 안드레오티 총리로부터 산업부 장관으로 임명됐지만 5개월 만에 물러나게 됐다. 1982년에는 산업부흥공사 사장으로 임명되어 1989년까지 재직했는데, 이후 1993년에 같은 공직에 다시 임명되어 1994년까지 재직했다. 1993년 오스카르 루이지 스칼파로 대통령은 그를 총리로 임명하려고 했지만 사회당을 포함한 여러 야당이 반대하자 이를 번복하고 카를로 아첼리오 참피 중앙은행 총재를 대신 임명했다. 산업부흥공사 사장에서 물러난 후에는 볼로냐에서 경제연구소를 운영했다.

### 1차 집권 (1996~1998)
1996년 총선을 앞두고 여러 좌파정당이 규합된 선거연합 '올리브나무(이탈리아어: L'Ulivo)'의 총리후보로 추대됐다. 좌파정당 내 최대 세력인 좌파민주당을 이끌던 마시모 달레마을 대신해 그가 총리후보로 오르게 된 데는 기독교민주당·경제학자 출신이기에 중도층을 끌어드릴 수 있다는 점이 고려됐다. 총선에서 올리브나무는 실비오 베를루스코니가 이끄는 우파연합을 근소한 표차로 꺾고 원내 다수 세력이 됐다. 다만 상·하원 모두 과반수를 확보하는 데는 실패해 올리브나무는 집권을 위해 재건공산당의 협조를 얻어야만 했다. 총리로 재임하는 동안 이동통신 기관을 민영화하고 정부 공무원 개혁에 나섰다. 이러한 정책은 연합 내 강성 좌파 세력의 반발을 불렀다. 1997년 재건공산당이 긴축 예산안에 반발해 내각이 붕괴될 위기에 처했으나 재건공산당과 근로시간 단축 등을 합의한 후 내각 신임투표를 통과해 총리직을 유지하게 됐다. 그러나 1998년 10월 9일 새 예산안이 빈민층 지원에서 소홀하다는 이유로 재건공산당에서 제출한 내각 불신임안이 찬성 313표, 반대 312표로 가결되자 스칼파로 대통령에게 사직서를 제출한 후 총리직에서 물러났다. 그의 뒤를 이어 달레마가 총리직에 올랐다.

### 유럽 연합 집행위원회 위원장
1999년 3월 15일에 자크 상테르 유럽 연합 집행위원회 위원장이 유럽 연합 내에서 일어난 부패 사건에 대한 책임을 지고 자리에서 물러나자 후임 집행위원장이 되었으며 1999년 9월 17일에 집행위원장으로 취임했다. 그가 집행위원장으로 있던 2002년 1월 1일에는 유로가 유로존의 법정 통화가 되었고 2004년 5월 1일에는 키프로스, 체코, 에스토니아, 헝가리, 라트비아, 리투아니아, 몰타, 폴란드, 슬로바키아, 슬로베니아 10개국이 유럽 연합에 가입했다. 2004년에 집행위원장 자리에서 물러났다.

### 2차 집권 (2006~2008)
2006년 총선에서 베를루스코니의 재집권을 막기 위한 범좌파 연합의 총리후보로 다시 한 번 뽑혀 선거를 지휘했다. 당초 압승할 것이란 예상과 달리 좌파 연합은 우파 연합을 근소한 차로 이겼으며, 이로 인해 총리직에 다시 오른 후로도 여러 갈등에 시달렸다. 2008년 내각 불신임이 가결되자 총리직에서 물러났다.

## 한국 방문
그는 2000년 서울 아시아·유럽 정상회의 때 EU 의장 자격으로 한국을 방문하였다. 이때 2000년 ASEM 회의 참석차 줄리아노 아마토 총리가 이탈리아 총리로는 처음 방한하였으나, 양국 정상 회담을 위한 방한은 2007년 4월 프로디 총리가 처음이었다. 버지니아 공과대학 테러 참사 당일에 노무현 대통령과 정상회담을 가졌으며, 유창한 영어실력으로 회담 직후 한국의 아리랑 TV와 직접 인터뷰하였다.

## 역대 선거 결과
| 선거명      | 직책명                         | 대수 | 정당       | 득표율 | 득표수   | 결과 | 당락                   |
| ----------- | ------------------------------ | ---- | ---------- | ------ | -------- | ---- | ---------------------- |
| 1996년 선거 | 하원의원 (볼로냐마치니 선거구) | 13대 | 올리브나무 | 60.8%  | 55,830표 | 1위  | 이탈리아 하원의원 당선 |

## 같이 보기
- 유럽 연합의 확대